# Hypo Tirol Alpenvolleys Haching
Hypo Tirol Alpenvolleys Haching – niemiecko-austriacki męski klub siatkarski, powstały w 2017 w Innsbrucku i Unterhaching. Drużyna powstała w wyniku fuzji klubu austriackiego Hypo Tirol Innsbruck i niemieckiego TSV Unterhaching. Obecnie występuje w niemieckiej Bundeslidze.

## Sukcesy
Mistrzostwo Niemiec:
- 2019

## Polacy w klubie
| Lata gry  | Imię i nazwisko    |
| --------- | ------------------ |
| 2017-2018 | Bartosz Pietruczuk |
| 2018-2019 | Paweł Halaba       |

## Kadra

### Sezon 2019/2020
| Nr | Imię i nazwisko                | Data ur. | Wzrost | Pozycja      |
| -- | ------------------------------ | -------- | ------ | ------------ |
| 1  | Florian Ringseis               | 1992     | 188    | libero       |
| 2  | Jordan Richards                | 1993     | 193    | przyjmujący  |
| 3  | Jerome Cross                   | 1996     | 196    | atakujący    |
| 5  | Paulo Victor Costa da Silva    | 1986     | 197    | atakujący    |
| 6  | Danilo Gelinski                | 1990     | 193    | rozgrywający |
| 8  | Sašo Štalekar                  | 1996     | 212    | środkowy     |
| 9  | Tommi Siirilä                  | 1993     | 203    | środkowy     |
| 10 | Max Staples (do 21.01.2020)    | 1994     | 194    | przyjmujący  |
| 11 | Pedro Henrique Frances         | 1989     | 208    | środkowy     |
| 12 | Jérôme Clère                   | 1990     | 195    | przyjmujący  |
| 14 | Douglas Duarte Souza da Silva  | 1983     | 203    | środkowy     |
| 15 | Niklas Kronthaler              | 1994     | 194    | przyjmujący  |
| 16 | Daniel Končal                  | 1982     | 188    | rozgrywający |
|    | Dmytro Szawrak (od 27.01.2020) | 1991     | 203    | przyjmujący  |

### Sezon 2018/2019
| Nr | Imię i nazwisko               | Data ur. | Wzrost | Pozycja      |
| -- | ----------------------------- | -------- | ------ | ------------ |
| 1  | Florian Ringseis              | 1992     | 188    | libero       |
| 2  | Thomas Hodges                 | 1994     | 197    | atakujący    |
| 3  | Kiriłł Klec                   | 1998     | 210    | atakujący    |
| 4  | Mathew Pollock                | 1990     | 207    | środkowy     |
| 5  | Jonas Sagstetter              | 1999     | 190    | przyjmujący  |
| 6  | Danilo Gelinski               | 1990     | 193    | rozgrywający |
| 7  | Germán Johansen               | 1995     | 200    | atakujący    |
| 10 | Hugo de Leon Guimarães        | 1990     | 198    | przyjmujący  |
| 11 | Pedro Henrique Frances        | 1989     | 208    | środkowy     |
| 13 | Paweł Halaba                  | 1995     | 195    | przyjmujący  |
| 14 | Douglas Duarte Souza da Silva | 1983     | 203    | środkowy     |
| 15 | Niklas Kronthaler             | 1994     | 194    | przyjmujący  |
| 16 | Daniel Končal                 | 1982     | 188    | rozgrywający |

### Sezon 2017/2018
| Nr | Imię i nazwisko               | Data ur. | Wzrost | Pozycja            |
| -- | ----------------------------- | -------- | ------ | ------------------ |
| 1  | Marek Beer                    | 1988     | 201    | środkowy           |
| 2  | Lucas Provenzano João de Deus | 1987     | 178    | libero             |
| 3  | Peter Mlynarčík               | 1991     | 200    | atakujący          |
| 4  | Jonas Sagstetter              | 1999     | 190    | przyjmujący        |
| 5  | Juan Pablo Moreno Mosquera    | 1997     | 195    | atakujący          |
| 6  | Danilo Gelinski               | 1990     | 193    | rozgrywający       |
| 7  | Igor Grobelny                 | 1993     | 194    | przyjmujący        |
| 8  | Bartosz Pietruczuk            | 1993     | 197    | przyjmujący        |
| 9  | Georgi Topałow                | 1993     | 197    | rozgrywający       |
| 10 | Rudy Verhoeff                 | 1989     | 198    | środkowy/atakujący |
| 11 | Pedro Henrique Frances        | 1989     | 208    | środkowy           |
| 13 | Štefan Chrtiansky Jr          | 1989     | 207    | przyjmujący        |
| 14 | Douglas Duarte Souza da Silva | 1983     | 203    | środkowy           |
| 15 | Niklas Kronthaler             | 1994     | 194    | przyjmujący        |
| 16 | Daniel Končal                 | 1982     | 188    | rozgrywający       |